# Motosolo
Motosolo is een historisch Frans motorfietsmerk  dat motorfietsen in de middenklasse produceerde in de jaren twintig. Het merk werd in oktober 1919 gepresenteerd op de Parijse Salon en werd op de markt gebracht door  de Etablissements Paz & Silva.
Het 248 cc tweetakt  motorblok was van SICAM,  de  Société Industrielle de Construction Automobile et Motocyclette, gevestigd in de Parijse voorstad Pantin. Gedurende de jaren 1920-1923 werden er in Frankrijk successen geboekt  op Motosolo in races en betrouwbaarheidsritten. Eind 1922 werd een licht model uitgebracht, de Motosolo baby. Het is onduidelijk of er na 1923 nog Motosolo's zijn gebouwd.
In Nederland werd het merk vanaf 1920 enige tijd  vertegenwoordigd door Donker's Motorhandel in Arnhem.